# Heredia (tổng)
Heredia là một tổng trong tỉnh Heredia, Costa Rica. Tổng này có diện tích 282,6 km², dân số năm 2008 là 118872 người..